# Championnat d'Angleterre de football 1981-1982
Navigation
Édition précédente Édition suivante
La 83e édition du championnat d'Angleterre de football est remportée par Liverpool FC. Le club liverpuldien finit quatre points devant Ipswich Town et gagne son treizième titre de champion d'Angleterre. 
Liverpool FC se qualifie pour la Coupe des clubs champions en tant que champion d'Angleterre. Aston Villa accompagne Liverpool en Coupe des clubs champions comme tenant du titre. Tottenham Hotspur, vainqueur de la Coupe d'Angleterre et Swansea City, vainqueur de la Coupe du pays de Galles se qualifient pour la Coupe des vainqueurs de coupe. Ipswich Town, Manchester United et Arsenal FC se qualifient pour la Coupe UEFA au titre de leur classement en championnat.
Le système de promotion/relégation ne change pas : descente et montée automatique, sans matchs de barrage pour les trois derniers de première division et les trois premiers de deuxième division. À la fin de la saison Middlesbrough, Wolverhampton Wanderers et Leeds United, sont relégués en deuxième division. Ils sont remplacés par Luton Town, Watford FC et Norwich City.
L'attaquant anglais Kevin Keegan de Southampton FC remporte le titre de meilleur buteur du championnat avec 26 réalisations.

## Les clubs de l'édition 1981-1982
| Club                                   | Ville          |
| -------------------------------------- | -------------- |
| Arsenal Football Club                  | Londres        |
| Aston Villa Football Club              | Birmingham     |
| Birmingham City Football Club          | Birmingham     |
| Brighton and Hove Albion Football Club | Brighton       |
| Coventry City Football Club            | Coventry       |
| Everton Football Club                  | Liverpool      |
| Ipswich Town Football Club             | Ipswich        |
| Liverpool Football Club                | Liverpool      |
| Leeds United Football Club             | Leeds          |
| Manchester United Football Club        | Manchester     |
| Manchester City Football Club          | Manchester     |
| Middlesbrough Football Club            | Middlesbrough  |
| Notts County Football Club             | Nottingham     |
| Nottingham Forest Football Club        | Nottingham     |
| Southampton Football Club              | Southampton    |
| Stoke City Football Club               | Stoke-on-Trent |
| Sunderland Association Football Club   | Sunderland     |
| Swansea City Association Football Club | Swansea        |
| Tottenham Hotspur Football Club        | Londres        |
| West Bromwich Albion Football Club     | Birmingham     |
| West Ham United Football Club          | Londres        |
| Wolverhampton Wanderers Football Club  | Wolverhampton  |

## Classement
| Rang | Équipe                   | Pts | J  | G  | N  | P  | Bp | Bc | Diff |
| ---- | ------------------------ | --- | -- | -- | -- | -- | -- | -- | ---- |
| 1    | Liverpool                | 87  | 42 | 26 | 9  | 7  | 80 | 32 | +48  |
| 2    | Ipswich Town             | 83  | 42 | 26 | 5  | 11 | 75 | 53 | +22  |
| 3    | Manchester United        | 78  | 42 | 22 | 12 | 8  | 59 | 29 | +30  |
| 4    | Tottenham Hotspur        | 71  | 42 | 20 | 11 | 11 | 67 | 48 | +19  |
| 5    | Arsenal                  | 71  | 42 | 20 | 11 | 11 | 48 | 37 | +11  |
| 6    | Swansea City             | 69  | 42 | 21 | 6  | 15 | 58 | 51 | +7   |
| 7    | Southampton              | 66  | 42 | 19 | 9  | 14 | 72 | 67 | +5   |
| 8    | Everton                  | 64  | 42 | 17 | 13 | 12 | 56 | 50 | +6   |
| 9    | West Ham                 | 58  | 42 | 14 | 16 | 12 | 66 | 57 | +9   |
| 10   | Manchester City          | 58  | 42 | 15 | 13 | 14 | 49 | 50 | -1   |
| 11   | Aston Villa              | 57  | 42 | 15 | 12 | 15 | 55 | 53 | +2   |
| 12   | Nottingham Forest        | 57  | 42 | 15 | 12 | 15 | 42 | 48 | -6   |
| 13   | Brighton and Hove Albion | 52  | 42 | 13 | 13 | 16 | 43 | 52 | -9   |
| 14   | Coventry City            | 50  | 42 | 13 | 11 | 18 | 56 | 62 | -6   |
| 15   | Notts County             | 47  | 42 | 13 | 8  | 21 | 61 | 69 | -8   |
| 16   | Birmingham City          | 44  | 42 | 10 | 14 | 18 | 53 | 61 | -8   |
| 17   | West Bromwich Albion     | 44  | 42 | 11 | 11 | 20 | 46 | 57 | -11  |
| 18   | Stoke City               | 44  | 42 | 12 | 8  | 22 | 44 | 63 | -19  |
| 19   | Sunderland               | 44  | 42 | 11 | 11 | 20 | 38 | 58 | -20  |
| 20   | Leeds United             | 42  | 42 | 10 | 12 | 20 | 39 | 61 | -22  |
| 21   | Wolverhampton Wanderers  | 40  | 42 | 10 | 10 | 22 | 32 | 63 | -31  |
| 22   | Middlesbrough            | 39  | 42 | 8  | 15 | 19 | 34 | 52 | -18  |

|  | Champion d'Angleterre |
|  | Relégation            |

## Affluences
| #  | Club                     | Stade            | Affluence moyenne sur la saison | Variation |
| -- | ------------------------ | ---------------- | ------------------------------- | --------- |
| 1  | Manchester United        | Old Trafford     | 44 571                          | - 1,1 %   |
| 2  | Tottenham Hotspur        | White Hart Lane  | 35 100                          | + 14,2 %  |
| 3  | Liverpool FC             | Anfield          | 35 061                          | - 6,6 %   |
| 4  | Manchester City          | Maine Road       | 34 063                          | + 1,4 %   |
| 5  | Aston Villa              | Villa Park       | 26 780                          | - 21,5 %  |
| 6  | West Ham United          | Upton Park       | 26 585                          | D2        |
| 7  | Arsenal FC               | Highbury         | 25 589                          | - 21,2 %  |
| 8  | Everton FC               | Goodison Park    | 24 674                          | - 5,5 %   |
| 9  | Leeds United             | Elland Road      | 22 109                          | + 3,4 %   |
| 10 | Ipswich Town             | Portman Road     | 21 925                          | - 10,9 %  |
| 11 | Southampton FC           | The Dell         | 21 835                          | + 1,6 %   |
| 12 | Nottingham Forest        | City Ground      | 19 937                          | - 18,6 %  |
| 13 | Sunderland AFC           | Roker Park       | 19 608                          | - 25,9 %  |
| 14 | Brighton and Hove Albion | Goldstone Ground | 18 244                          | - 3,9 %   |
| 15 | Swansea City             | Vetch Field      | 18 226                          | D2        |
| 16 | Birmingham City          | St Andrew's      | 17 117                          | - 11,1 %  |
| 17 | West Bromwich Albion     | The Hawthorns    | 16 786                          | - 17,4 %  |
| 18 | Wolverhampton Wanderers  | Molineux Stadium | 15 242                          | - 29,3 %  |
| 19 | Stoke City               | Victoria Ground  | 14 635                          | -6,1 %    |
| 20 | Middlesbrough            | Ayresome Park    | 13 413                          | -18,4 %   |
| 21 | Coventry City            | Highfield Road   | 13 100                          | - 22,5 %  |
| 22 | Notts County             | Meadow Lane      | 11 613                          | D2        |

## Bilan de la saison
| Tableau d'Honneur                          |                                  |
| Compétition                                | Vainqueur                        |
| Championnat d'Angleterre de football       | Liverpool FC                     |
| Coupe d'Angleterre de football             | Tottenham Hotspur                |
| Coupe de la Ligue d’Angleterre de football | Liverpool FC                     |
| Charity Shield                             | Aston Villa et Tottenham Hotspur |

| Promotions et relégations |                                                       |
| Promus                    | Luton Town Watford FC Norwich City                    |
| Relégués                  | Middlesbrough FC Wolverhampton Wanderers Leeds United |

## Meilleur buteur
Avec 26 buts, Kevin Keegan, attaquant anglais qui joue à Southampton FC, remporte son unique titre de meilleur buteur du championnat.